# Hochwacht (Winterthur)
Die Hochwacht war eine 1920 gegründete christlichsoziale katholische Tageszeitung aus der Stadt Winterthur. Die Zeitung entstand 1920 im Umfeld des Christlichsozialen Arbeiterbundes der Schweiz (CAB). Verlegt wurde die Hochwacht durch die «Verlagsanstalt Buchdruckerei Konkordia Winterthur», Herausgeber war deren Geschäftsleiter Konrad Müller.

## Geschichte
In Winterthur gab es ursprünglich fünf konkurrierende Tageszeitungen: auf bürgerlicher Seite den demokratischen Landboten und das freisinnige Winterthurer Tagblatt; überdies den konservativen Weinländer, und um die Arbeiter buhlte neben der christlichsozialen Hochwacht auch die sozialistische Winterthurer Arbeiterzeitung.
Die eigenständigen Vereinsblätter des Katholischen Arbeitervereins KAV und des Katholischen Arbeiterinnenvereins KAiV, Der Arbeiter und Die Arbeiterin, wurden ab Beginn als Sonderseite mittwochs (Frauen, bis 1926) respektive freitags (Männer, bis 1930) in die Hochwacht integriert. Zu Beginn der 1920er Jahre wurden wiederholt antisemitische Verschwörungstheorien abgedruckt, darunter Rezensionen aus der Feder Joseph Eberles. Von 1925 bis 1955 erschien dienstags, donnerstags und samstags unter dem Namen Bündner Hochwacht ein Kopfblatt für die CSP Graubündens, bis 1958 noch wöchentlich.
Da die wirtschaftliche Grundlage für eine selbständige katholische Zeitung in Winterthur nicht gegeben war, erschien das Blatt später als Kopfblatt der Neuen Zürcher Nachrichten (NZN), bis Ende der 1980er Jahre noch im Titel derselben erwähnt, später nur noch als Winterthurer Seite der NZN, bis diese 1991 das Erscheinen einstellten.
Die «Buchdruckerei Konkordia» hingegen wurde 1971 in eine AG umgewandelt und zog 1992 von der Rudolfstrasse nach Seuzach, bevor sie 2003 Konkurs ging.